# Лачихийский сапотекский язык
Лачихийский сапотекский язык (Dialu, Eastern Sola de Vega Zapotec, Lachixío Zapotec, Zapoteco de Lachixío) — сапотекский язык, на котором говорят в городах Сан-Висенте-Лачихио и Санта-Марма-Мария-Лачихио восточной части округа Сола-де-Вега штата Оахака в Мексике.
Мёртвый солтекский сапотекский язык, по-видимому, был ближе к лачихийскому.
Алфавит: a, b, c, ch, d, e, g, h, i, l, ll, m, n, ñ, q, r, s, t, u, x, y, z, '.